# Харківецький заказник
Харківе́цький зака́зник — гідрологічний заказник місцевого значення в Україні. Один з об'єктів природно-заповідного фонду Полтавської області. Входить до складу території національного природного парку «Пирятинський». 

## Розташування
Заказник розташований у межах Пирятинського району Полтавської області, на захід від села Харківці, на лівобережжі річки Удай. 

## Загальна характеристика
Площа 540,2 га. Статус надано згідно з рішенням виконавчого комітету Полтавської обласної ради народних депутатів № 74 від 17.04.1992 року та згідно з рішенням десятої сесії Полтавської обласної ради народних депутатів п'ятого скликання від 06.09.2007 року (розширення площі). Перебуває у віданні Харковецької сільської ради — 367,2 га, ДП «Пирятинський лісгосп» (Пирятинське л-во, кв. 43-45 — 173,0 га). 
Територія являє собою природний заплавний комплекс на заплаві р. Удай. Основні площі заказника зайняті ценозами справжніх та заболочених лук. На знижених в рельєфі заплавних ділянках формуються евтрофні болота. На заплавних водоймах — водна рослинність, представлена типовими ценозами з периферійними ділянками, зайнятими прибережно-водною рослинністю, яка за флористичним складом є подібною до болотної.

## Мета створення
Створений для збереження водно-болотних угідь у заплаві р. Удай, де трапляються рідкісні та малопоширені види рослин. Обстежувався: О. М. Байрак, Н. О. Стецюк у 1996 році, на початку XXI ст.; Н. О. Стецюк, М. В. Слюсарем у 2008 році.

## Значення
Стабілізатор клімату, регулятор ґрунтових вод і водного режиму річки. Місце гніздування та перебування під час міграцій водоплавної і болотної птиці. Виконує екологічні функції. 

## Флора
Флора заказника нараховує близько 500 видів рослин. До Червоної книги України занесені: плодоріжка болотна (зозулинець болотний), зозульки м'ясочервоні (пальчатокорінник м'ясочервоний). Види рослин, занесені до регіонального списку: бобівник трилистий, валеріана висока, вовче тіло болотне, кизляк китицецвітий, латаття сніжно-біле (угрупування включені до Зеленої книги України), пухирник звичайний (комахоїдна рослина).

## Фауна
Серед мешканців заказника до Червоної книги України занесені: лунь польовий, лунь луговий, шуліка чорний, журавель сірий, кульон великий (кроншнеп великий), баранець великий (дупель), сорокопуд сірий, сиворакша, видра, горностай. Види тварин, занесені до регіонального списку: чапля біла велика, чапля біла мала, широконіска, шилохвіст, боривітер звичайний, кібчик, куріпка сіра, мородунка, турухтан, вальдшнеп, грицик великий, крячок білощокий, крячок світлокрилий, щеврик лучний, кропивник, чиж, просянка, вуж водяний, часничниця звичайна, тритон гребінчастий.